# فودنيك (مركبة عسكرية روسية)

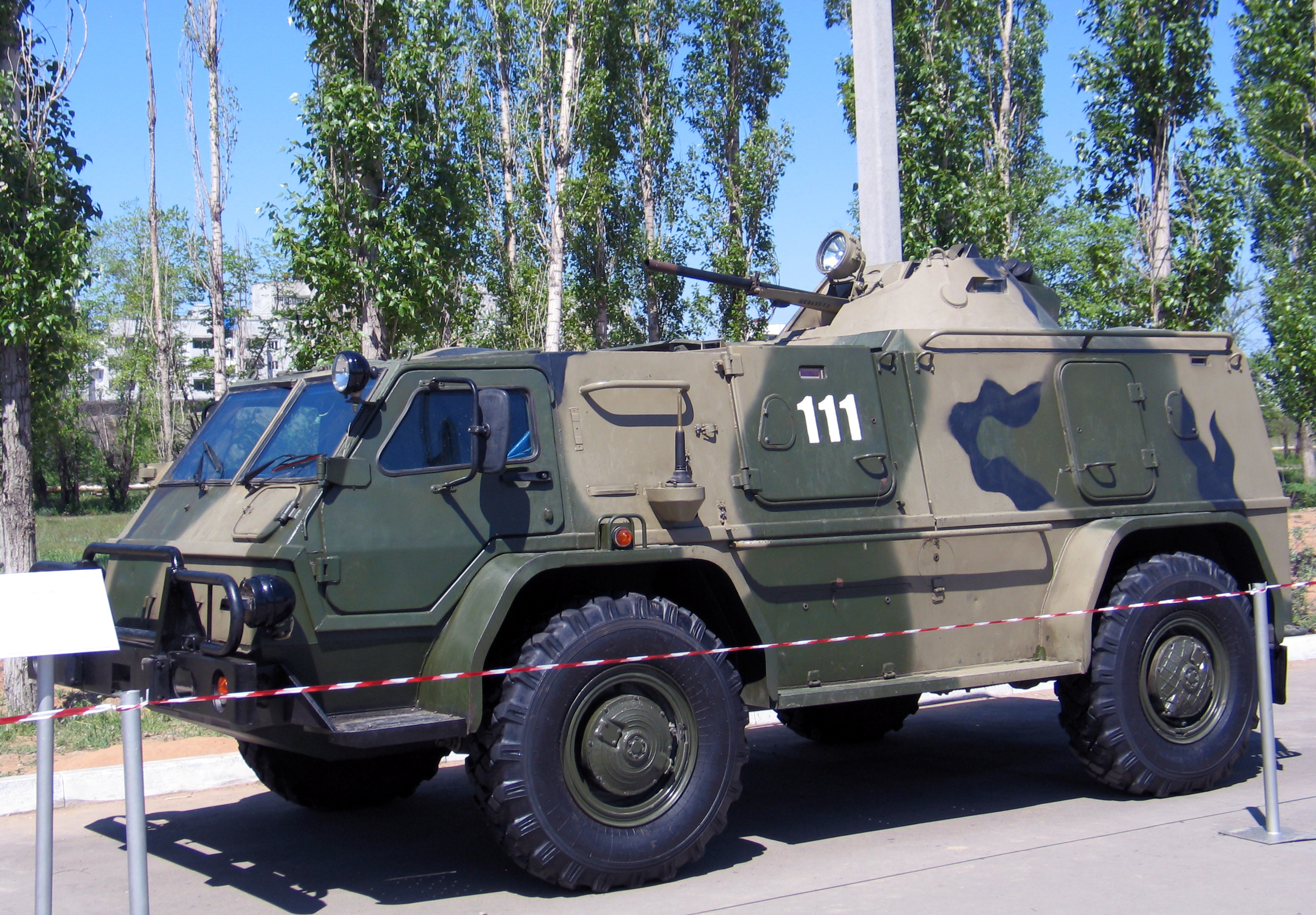
المركبة العسكرية فودنيك -GAZ-3937

فودنيك ( (بالروسية: Водник)‏ ; رقم السيارة GAZ-3937 ونسختها المعدلة GAZ-39371 هي مركبة عسكرية روسية متعددة الأغراض عالية الحركة تم تصنيعها بواسطة GAZ . إنه "تعديل متقدم" للعربة القتالية GAZ-2330 "Tigr". اسمها مشتق من الكلمة الروسية "водник" - أي شخص يعمل في النقل المائي، ولكنه يستخدم أيضًا للإشارة إلى شخص أو شيء مرتبط بالمياه.
تم اعتماد "الفودنيك" من قبل القوات المسلحة الروسية . 